# Гиматдинов, Габбас Киямович
Габбас Киямович Гиматдинов (род. 8 февраля 1925, Туйметкино, Черемшанский район, Татарская АССР — 1997) — Герой Социалистического Труда (1971). Первый секретарь Октябрьского райкома КПСС Татарской АССР (с 1962 по 1987 годы).

## Биография
Габбас Киямович Гиматдинов родился 8 февраля 1925 года в деревне Туйметкино Черемшанского района Татарской АССР. Первенец, младший брат — Саяс.
- В 1962 году окончил Казанский педагогический институт, в 1967 году — Мензелинский совхоз-техникум.
- С 1943 по 1945 годы служил в Красной Армии.
- С 1945 по 1946 годы — слушатель годичной республиканской партийной школы.
- С 1946 по 1947 год работал учителем истории в Лашманской средней школе Первомайского района ТАССР.
- С 1947 по 1949 годы — пропагандист Первомайского райкома ВКП(б) Татарской АССР, заведующий партийным кабинетом Первомайского райкома КПСС ТАССР.
- С 1949 по 1950 годы — второй секретарь Первомайского райкома партии.
- С 1950 по 1952 год — слушатель двухгодичной республиканской партийной школы при Татарском обкоме КПСС.
- С 1952 по 1954 годы — второй секретарь Ямашинского райкома КПСС ТАССР.
- С 1954 по 1955 год — председатель исполкома Ямашинского районного Совета.
- С 1955 по 1956 годы — заместитель председателя исполкома Шугуровского районного Совета.
- С 1956 по 1958 годы — председатель колхоза «Ленинский путь» Шугуровского района.
- С 1958 по 1959 годы — первый секретарь Тюлячинского райкома КПСС.
- С 1959 по 1962 годы — первый секретарь Сабинского райкома КПСС.
- В 1962 году — парторг Татарского обкома КПСС в Арском территориальном производственном колхозно-совхозном управлении.
- С 1962 по 1965 годы — секретарь парткома Куйбышевского производственного совхозно-колхозного управления ТАССР.
- С 1965 по 1987 годы — первый секретарь Октябрьского райкома КПСС ТАССР.

## Награды
- По итогам VIII пятилетки в апреле 1971 года был удостоен звания Героя Социалистического Труда с вручением ордена Ленина и золотой медали «Серп и молот».
- Правительственные награды: орден Ленина (1966 год), ордена Отечественной войны II (1966 год) и I степеней (1985 год); орден Трудового Красного Знамени (1981 год); орден «Дружбы Народов» (1986 год); медаль «За Победу над Германией в Великой Отечественной войне 1941—1945 гг.», медаль «Ветеран труда» (1985 год), медаль Жукова (1996 год) и др.
- Награждён знаком «Почётный нефтяник СССР» (1981 год), а также Почётными грамотами Президиума Верховного Совета ТАССР.
- Указом Президента Республики Татарстан Минтимера Шаймиева от 23 января 1995 года Габбас Киямович Гиматдинов, Герой Социалистического Труда, пенсионер, за долголетнюю плодотворную трудовую деятельность и активную общественную работу, а также в связи с 70-летием награждён Почётной грамотой Республики Татарстан.

## Память
Его имя носит центральная улица города Нурлат (Республика Татарстан).